# ژوئاون ساستی
ژوئاون ساستی (پرتغالی: João Sassetti; ۲۲ ژانویهٔ ۱۸۹۲ – ۲۸ مهٔ ۱۹۴۶) شمشیرباز اهل پرتغال بود.
وی در مسابقات کشوری و بین‌المللی در مجموع برندهٔ ۱ مدال برنز شده‌است.